# Ziphodont

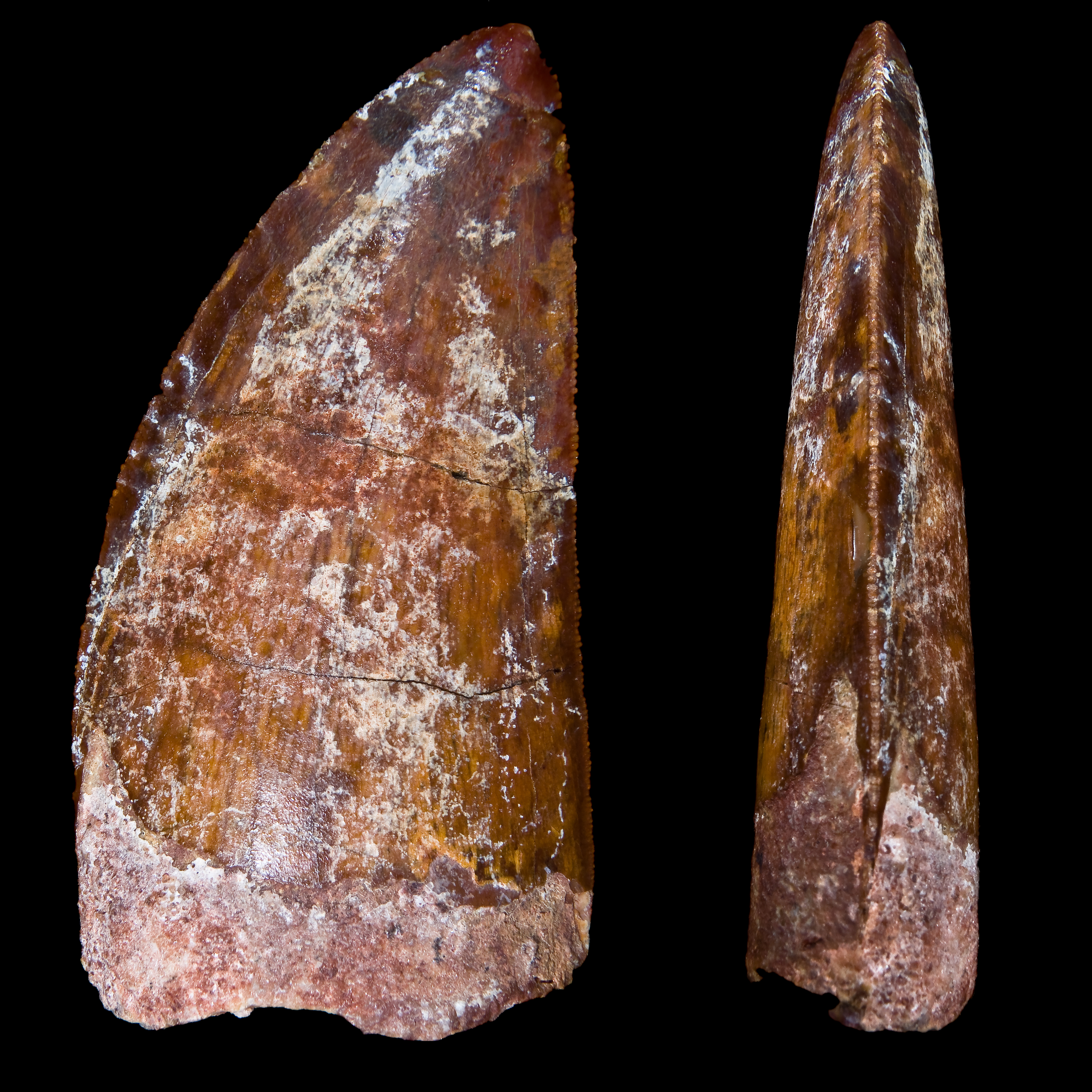
Zahn von Carcharodontosaurus saharicus von der Seite und von vorne

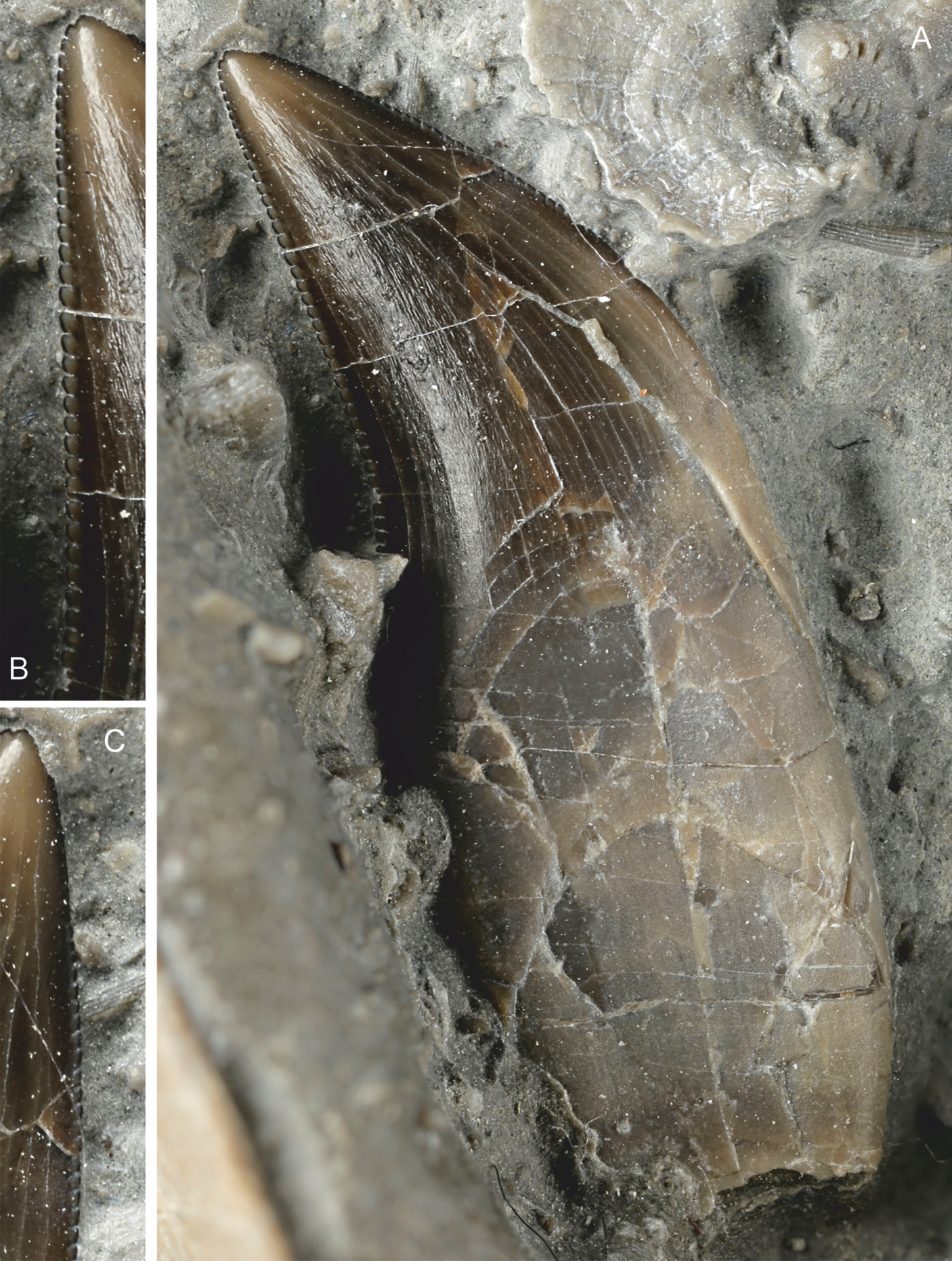
Zahn von Dracoraptor hanigani. Die Detaildarstellungen links zeigen die Sägeränder an der (B) Hinter- und der (C) Vorderkante des Zahns.

Ziphodont ist ein wissenschaftlicher Fachausdruck aus der Paläontologie und der Zoologie, mit dem die Beschaffenheit von Zähnen bei bestimmten Wirbeltieren beschrieben wird.

## Wortherkunft
Der Begriff ziphodont ist eine Kompositum zusammengesetzt aus den griechischen Wörtern ziphos (Abschreibefehler des erstbeschreibenden Paläontologen, gemeint war eigentlich ξίφος xiphos) mit der Bedeutung „Schwert“ und ὸδὀντος odontos mit der Bedeutung „Zahn“, also „Schwertzahn“.

## Definition
Ziphodonte Zähne sind lang, spitz zulaufend, seitlich zusammengedrückt oder abgeflacht und an den Kanten gezähnt. Die Spitzen sind manchmal leicht nach hinten gebogen. Diese Zahnmorphologie lässt auf eine karnivore bis hyperkarnivore Lebensweise schließen – Haut und anderes Gewebe des Beutetieres wurde durchbohrt und mit den gezähnelten Kanten herausgeschnitten.

## Vorkommen
Ziphodontie hat sich unter Archosauriern mehrmals im Verlaufe der Evolution herausgebildet (Konvergenz). Sie findet sich insbesondere bei den Krokodilsverwandten (Mesoeucrocodylia), zum Beispiel bei den Notosuchia bzw. Ziphosuchia (Baurusuchidae und Sebecidae) während der Oberkreide und dem Paläogen. Die meisten theropoden Dinosaurier waren ebenfalls ziphodont. Die ziphodonte Bezahnung des Krokodils Pristichampsus aus dem Eozän war dem der Dinosaurier sehr ähnlich. Diese Ähnlichkeit führte zu dem Irrtum, die Dinosaurier hätten das Massenaussterben an der Kreide-Tertiär-Grenze überlebt. Das letzte bekannte ziphodonte Krokodil war Quinkana fortirostrum aus dem Pleistozän Australiens, das vor zirka 40.000 Jahren ausstarb.
Ziphodontie kommt auch bei Waranen vor, etwa bei der ausgestorbenen Riesenform Megalania.